# Oligodon inornatus
Oligodon inornatus är en ormart som beskrevs av Boulenger 1914. Oligodon inornatus ingår i släktet Oligodon och familjen snokar. Inga underarter finns listade i Catalogue of Life.
Denna orm förekommer med flera populationer i Thailand och Kambodja. Arten lever i kulliga områden mellan 400 och 570 meter över havet. Individerna lever i städsegröna skogar och i skogar med dipterokarpväxter. Honor lägger antagligen ägg.
För beståndet är inga hot kända. Antagligen har Oligodon inornatus bra anpassningsförmåga. IUCN kategoriserar arten globalt som livskraftig.